# Boraginals
Les boraginals (Boraginales) són un ordre de plantes angiospermes. El sistema APG IV de classificació de les angiospermes situa aquest ordre dins del clade de les làmides, un subclade de les astèrides.

## Taxonomia
L'ordre de les boraginals va ser publicat per primer cop l'any 1789 a l'obra Genera Plantarum per Antoine-Laurent de Jussieu (1748 – 1836), però la primera descripció vàlida fou feta l'any 1820 a l'obra O přirozenosti Rostlin : obsahugjej gednánj o žiwobytj rostlin pro sebe a z ohledu giných žiwoků, podlé stawu nyněgss ylo znanj, pýtwn rostlin : názwoslowj audů, hospodářstwj gegich, rozssjřenj po semi a způsob rostlinář zřjditi a zacowati pels botànics Friedrich von Berchtold (1781 – 1876) i Jan Svatopluk Presl (1791 – 1849).

### Famílies
A la darrera versió del sistema APG publicada, el sistema APG IV (2016), es reconeix aquest ordre però amb una única família (Boraginaceae) englobant totes les espècies, atès que llavors els estudis disponibles no permetien determinar amb certesa les seves subdivisions.
Estudis posteriors van permetre determinar els límits de les vuit famílies següents:
- Boraginaceae Juss.
- Codonaceae Weigend & Hilge
- Cordiaceae R.Br. ex Dumort.
- Ehretiaceae Martius
- Heliotropiaceae Schrad.
- Hydrophyllaceae R.Br.
- Namaceae Molinari
- Wellstediaceae Novák